# جون هنتر (مجدف)
جون هنتر (بالإنجليزية: John Andrew Hunter)‏ هو مجدف نيوزيلندي، ولد في 8 نوفمبر 1943 في كرايستشرش في نيوزيلندا.

## وصلات خارجية
- جون هنتر على موقع الاتحاد الدولي للتجديف (الإنجليزية)
- جون هنتر على موقع اللجنة الأولمبية الدولية (الإنجليزية)
- جون هنتر على موقع أوليمبيديا (الإنجليزية)
- جون هنتر على موقع اللجنة الأولمبية النيوزيلندية (الإنجليزية)